# They Came to Conquer... Uranus
Albums de Blink-182
Cheshire Cat
(1995) Dude Ranch
(1997)
They Came to Conquer... Uranus est le premier EP de Blink-182, sorti sur vinyle 7" en 1996. Il est sorti dans des pochettes de différentes couleurs : bleu, couleur originale donc la plus commune, mais aussi en vert et en jaune. Uniquement 300 copies ont été initialement imprimés, mais cet enregistrement a souvent été copié, ce qui explique également les différentes couleurs de pochette existantes.
L'EP a la particularité d'être le premier enregistrement du groupe sous le nom de Blink-182, Flyswatter, Demo #2 et les versions originales de Buddha et Cheshire Cat étant sorties sous le nom de Blink. 

## Liste des pistes
| They Came to Conquer ... Uranus | They Came to Conquer ... Uranus | They Came to Conquer ... Uranus | They Came to Conquer ... Uranus | They Came to Conquer ... Uranus | They Came to Conquer ... Uranus | They Came to Conquer ... Uranus | They Came to Conquer ... Uranus | They Came to Conquer ... Uranus | They Came to Conquer ... Uranus |
| No                              | Titre                           | Auteur                          | Durée                           |                                 |                                 |                                 |                                 |                                 |                                 |
| ------------------------------- | ------------------------------- | ------------------------------- | ------------------------------- | ------------------------------- | ------------------------------- | ------------------------------- | ------------------------------- | ------------------------------- | ------------------------------- |
| 1.                              | Wrecked Him                     | Blink-182                       | 2:48                            |                                 |                                 |                                 |                                 |                                 |                                 |
| 2.                              | Waggy                           | Blink-182                       | 2:54                            |                                 |                                 |                                 |                                 |                                 |                                 |
| 3.                              | Zulu                            | Blink-182                       | 2:04                            |                                 |                                 |                                 |                                 |                                 |                                 |
| 7:06                            |                                 |                                 |                                 |                                 |                                 |                                 |                                 |                                 |                                 |

- La chanson Wrecked Him apparaîtra également sur le single Wasting Time.
- La chanson Waggy apparaîtra en 1997 sur l'album Dude Ranch.

## Collaborateurs
- Tom "Dr. Jellyfinger" DeLonge — Chant, Guitare
- Mark "Speed Bumps" Hoppus — Chant, Basse
- Scott "Is That Your Stick?" Raynor — Batterie